# Подъяблонский, Виктор Ильич
Виктор Ильич Подъяблонский — советский хозяйственный, государственный и политический деятель.

## Биография
Родился в 1924 году в селе Уварово. Член КПСС с 1954 года.
С 1941 года — на хозяйственной, общественной и политической работе. В 1941—1984 гг. — заведующий базой районного Союза потребительских обществ, в РККА, главный зоотехник, заместитель начальника Кокчетавского областного управления сельского хозяйства, заведующий Отделом Кокчетавского областного комитета КП Казахстана, 1-й заместитель председателя, председатель Исполнительного комитета Кокчетавского /сельского/ областного Совета, заместитель председателя Исполнительного комитета Целинного краевого Совета, секретарь Целиноградского областного комитета КП Казахстана, председатель Исполнительного комитета Уральского областного Совета.
Избирался депутатом Верховного Совета Казахской ССР 7-го, 8-го, 9-го и 10-го созывов.
Умер в 1995 году.